# Aleksander Ostrowicz
Aleksander Ostrowicz (ur. 11 lipca 1839 w Gostyniu, zm. 1 lutego 1903 w Lądku-Zdroju) – lekarz, doktor medycyny i chirurgii pochodzenia polskiego, działacz turystyczny, autor pierwszego polskiego przewodnika po Lądku-Zdroju. 

## Życiorys

### Dzieciństwo i młodość

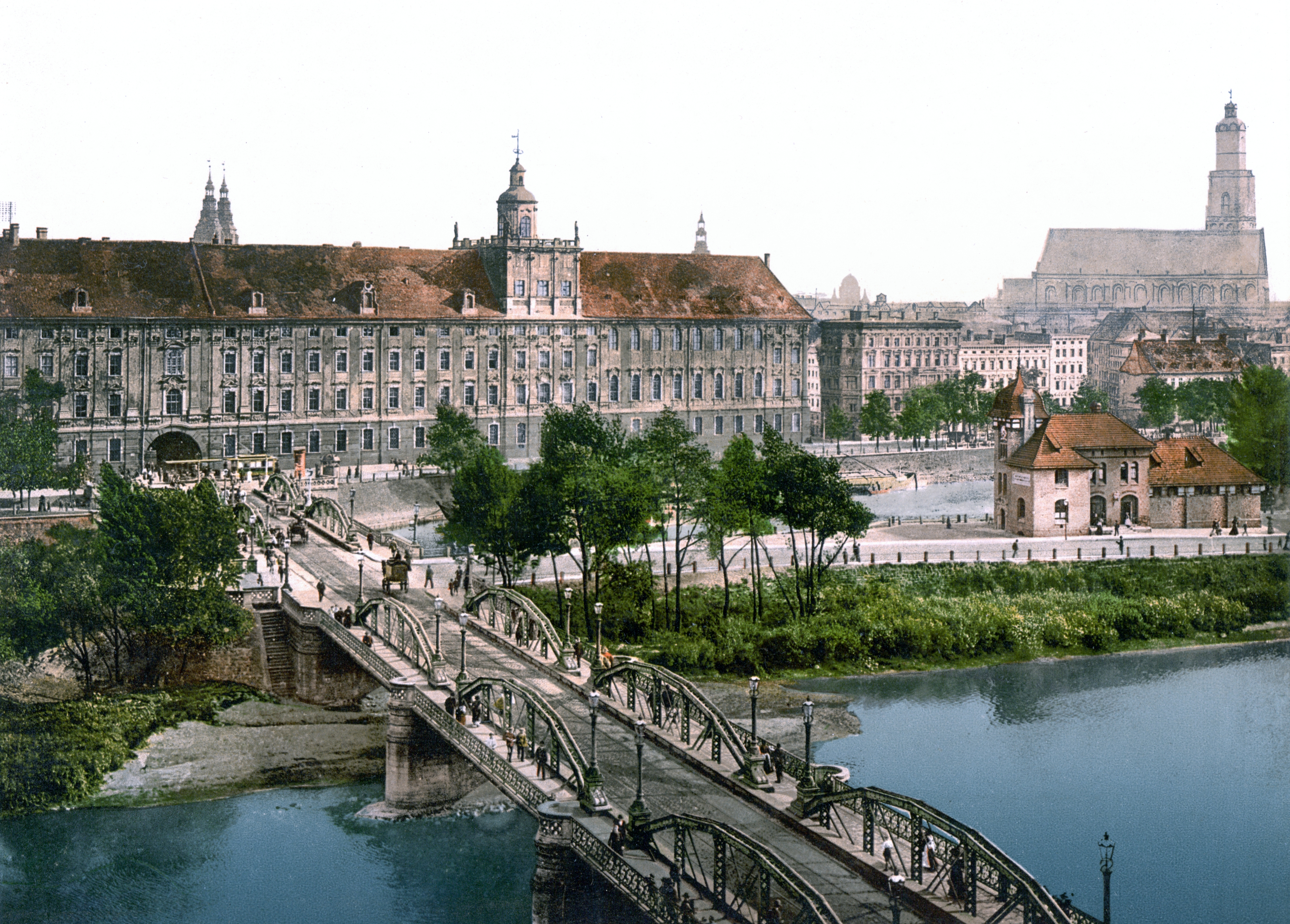
Uniwersytet Wrocławski w XIX wieku – uczelnia Aleksandra Ostrowicza

Urodził się 11 lipca 1839 roku w Gostyniu jako syn Walentego i Teodory z Moralińskich. Uczęszczał do szkoły podstawowej w Gostyniu, a następnie do gimnazjum w Lesznie i Gimnazjum Św. Marii Magdaleny w Poznaniu. Po ukończeniu tego ostatniego, rozpoczął w 1860 roku studia na Śląskim Uniwersytecie im. Fryderyka Wilhelma we Wrocławiu. Początkowo studiował teologię, jednak wkrótce przeniósł się na medycynę. Podczas studiów był aktywnym działaczem Towarzystwa Literacko-Słowiańskiego. W 1867 roku uzyskał stopień naukowy doktora medycyny i chirurgii na podstawie rozprawy pt.: De trichina spirali et trichinosi. Dissertatio inauguralis Vratislaviae ("O włośniu krętym i włośnicy. Rozprawa dla otwarcia stopnia naukowego we Wrocławiu"), napisanej pod kierunkiem prof. Ottona Spielberga.

### Praca w Poznaniu
Po ukończeniu studiów przeniósł się do Poznania, gdzie podjął pracę jako lekarz w szpitalu miejskim, mieszczącym się w zabudowaniach pofranciszkańskich przy ulicy Koziej. Stanowisko to zajmował do 1875 roku, kiedy to z nieznanych powodów przeprowadził się do Lądka-Zdroju, położonego w hrabstwie kłodzkim, znanego wówczas w całych Niemczech uzdrowiska.

### Działalność w lądeckim kurorcie

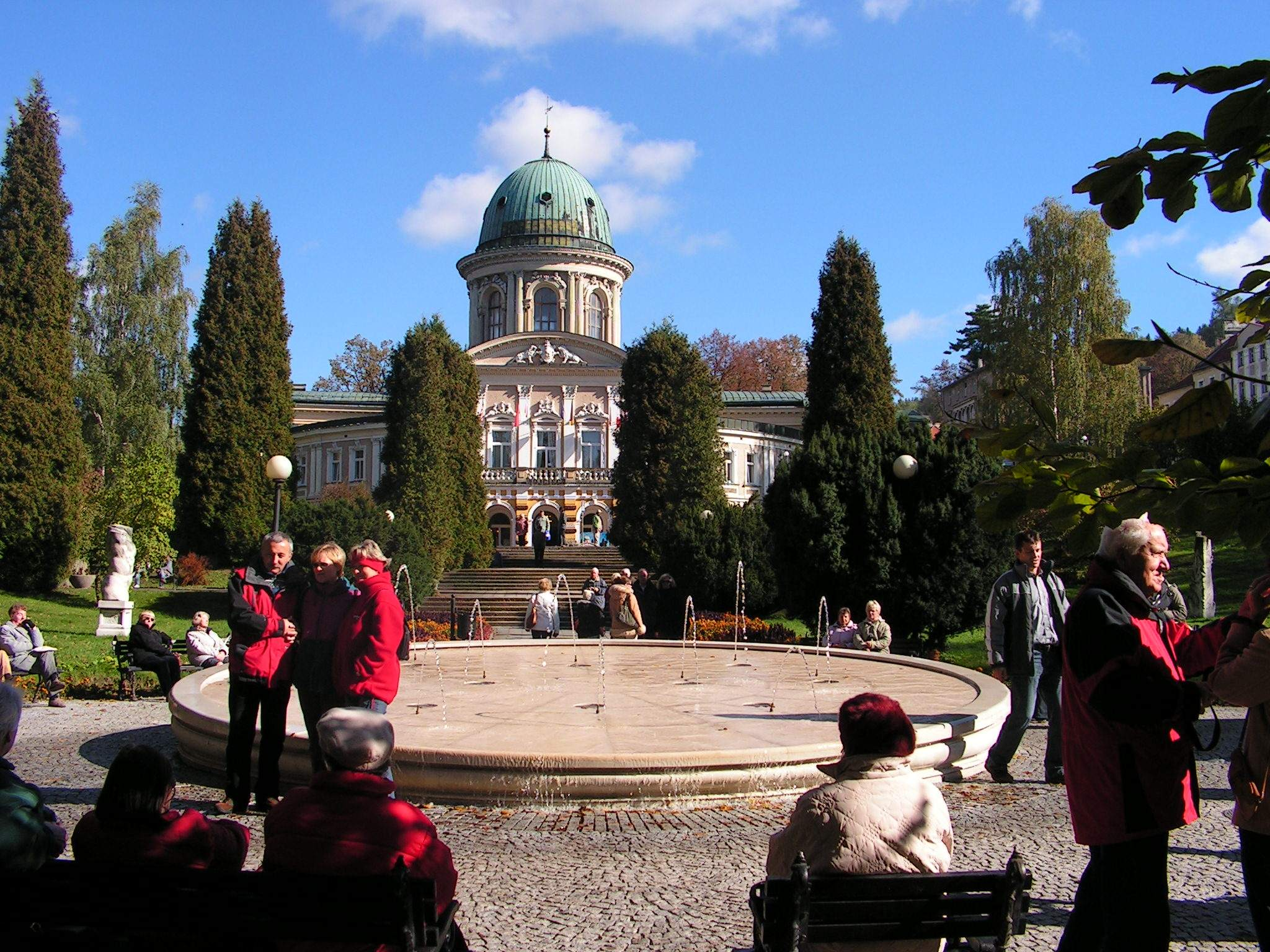
Zakład przyrodoleczniczy "Wojciech" w Lądku-Zdroju – uzdrowisku, z którym Ostrowicz związał całe swoje życie zawodowe

W 1878 roku objął posadę lekarza w zakładzie wodoleczniczym Thalheim, przy obecnej ul. Ignacego Jana Paderewskiego, a dwa lata później jego dyrektora. W tym okresie wzniósł sobie także własną willę przy obecnej ul. Tadeusza Kościuszki 27. 
Aleksander Ostrowicz brał czynny udział w życiu miejskim Lądka-Zdroju. Z jego inicjatywy oraz dra Karla Wehse powstało Towarzystwa Upiększania Miasta. Zasiadał też w miejscowej radzie miejskiej. Był członkiem Towarzystwa do Wydawnictwa Dzieł Lekarskich Polskich w Krakowie oraz Towarzystwa Tatrzańskiego.
Spory napływ Polaków do Lądka-Zdroju z Wielkopolski i Śląska, a także chęć przyciągania dalszych skłoniły go do napisania przewodnika zatytułowanego Landek w Hrabstwie Kłodzkim w Szląsku. Podręcznik informacyjny dla gości kąpielowych, Poznań, Nakładem autora 1881. Był to pierwszy przewodnik po Lądku, napisanym w języku polskim. Książka licząca 201 stron zawiera historię uzdrowiska, jego opis, informacje o właściwościach wód zdrojowych oraz propozycje wycieczek w okolice uzdrowiska, po Ziemi Kłodzkiej i do Javorníka i Račí údolí. W 1992 staraniem Klubu Sudeckiego PTTK z Poznania i redakcji Kroniki Wielkopolski ukazał się reprint przewodnika. Aleksander Ostrowicz otrzymał od władz państwowych tytuł królewskiego radcy sanitarnego.
W uznaniu zasług Ostrowicza dla Lądka Zdroju jego imieniem ulicę przy Zakładzie Przyrodoleczniczym „Jerzy” oraz jedno z sanatoriów. 

### Śmierć i pochówek
Zmarł 1 lutego 1903 roku w swojej willi w Lądku-Zdroju i został pochowany na miejscowym nowym cmentarzu katolickim. Autorem płaskorzeźby na jego grobie był lądecki rzeźbiarz Paul Thamm.